# RollerCoaster Tycoon
RollerCoaster Tycoon je videoigra, ki simulira upravljanje zabaviščnega parka. Igro sta ustvarila MicroProse in Chris Sawyer, založil jo je Hasbro Interactive. Igra je bila izdana za Microsoft Windows dne 31.3.1999, kasneje so jo še prenesli na Xbox igralno konzolo. Igra je prva iz RollerCoaster Tycoon serije kateri so sledile še igre RollerCoaster Tycoon 2, RollerCoaster Tycoon 3, RollerCoaster Tycoon 3D in RollerCoaster Tycoon 4 Mobile.
RollerCoaster Tycoon so ustvarjalci dopolnili z dvema dodatkoma: Added Attractions (v ZDA izdano pod imenom Corkscrew Follies) leta 1999, in Loopy Landscapes leta 2000. Poleg tega so prav tako izdali igro v dveh posebnih izdajah: RollerCoaster Tycoon Gold/Totally RollerCoaster leta 2002, ki je vseboval osnovno igro ter oba dodatka, in RollerCoaster Tycoon Deluxe leta 2003, ki je vseboval elemente iz Gold izdaje ter več dizajnov za razne atrakcije.

## O igri in cilji
Cilj igre je, da se dokonča vrsto vnaprej določenih scenarijev tako, da se uspešno zgradi in vzdržuje zabaviščni park. Ključ vsakega parka je, da se zgradi dosti atrakcij, ki so prilagojene različnim obiskovalcem. Igralec lahko zgradi raznorazne vlake smrti, vrtiljake, avto trke, hiše strahov, go karte itd. Igralec lahko izbere vnaprej zgrajen vlak smrti ter ga postavi v igro, če želi, pa lahko zgradi svoj lasten dizajn. Pri lastni izgradnji lahko igralec postavlja posamezne kose proge, pri čemer izbira smer, višino, strmino ter dodaja posebne elemente, kot so spirale, navpične pentlje ipd.
Vlake smrti je potrebno zgraditi pazljivo, da ne pride do trkov. Atrakcije je potrebno redno vzdrževati, sicer lahko pride do pogostejših napak. Če pride do trka, igralec pa samo ponovno odpre atrakcijo, brez da bi uvedel spremembe, se bodo gostje zaradi svoje varnosti izogibali le-te. V primeru nesreče bodo gostje parka umrli, kar bo drastično znižalo oceno parka hkrati pa bo park postal manj popularen.
Igralec lahko tudi upravlja s terenom parka, kar mu omogoča dviganje/nižanje terena in dodajanje vode v kotanje. Vse to lahko pomaga pri izgradnji določenih atrakcij. Atrakcije s tračnicami (kot so vlaki smrti) in poti za goste so lahko zgrajene tudi pod zemljo (deloma ali v celoti). Igralec mora strateško postaviti stojnice s hrano in pijačo, stranišča in informacijske kioske. Prav tako je potrebno postaviti poti za goste, da lahko dostopajo atrakcije in stojnice. Te je potrebno postaviti efektivno, da se gostje ne izgubijo. Če izhod atrakcije nima poti, jo bodo gostje skušali najti, gostje se lahko utopijo (če stoji izhod nad vodo ter jih igralec ne reši), lahko pa so tudi izbrisani iz igre (če je izhod pod zemljo).
Vzdrževanje parka je prav tako pomembno, da ostanejo gostje zadovoljni. Igralec lahko zaposli čistilce, da pometejo poti, spraznijo smetnjake, zalijejo rože in pokosijo travo; mehanike, da vzdržujejo atrakcije; varnostnike, da preprečijo vandalizem v parku; in zabavljače, da so gostje veseli. Igralec mora skrbeti za zadostne dohodke s spreminjanjem cene vstopnine itd., da lahko plača za izgradnjo novih atrakcij ter plača vse zaposlene.
V osnovni igri je vključenih 21 scenarijev, v dodatku Corkscrew Follies pridobimo 30 dodatnih scenarijev, v dodatku Loopy Landscapes pa še dodatnih 30, skupno 81 scenarijev, če imamo nameščen celoten set. Na voljo so še 3 promocijski scenariji, ki so jih izdale revije, 11 uradnih scenarijev, ki jih je ustvaril Hasbro za tekmovanja, 3 parki, ki obstajajo v resnici ter en dodaten park na voljo za lastnike Deluxe izdaje. Nekateri scenariji dajo igralcu prazno ozemlje na katerem mora zgraditi park, vendar večina scenarijev da igralcu delujoč park, ki pa je po navadi nerazvit, razpadajoč ali pa trpi zaradi slabih načrtov.
Da dokončamo scenarij in odklenemo naslednjega, mora igralec doseči določen cilj. Za večino scenarijev, je cilj da dosežemo določeno količino gostov v času od enega do štirih let. Leta v igri so dolga samo osem mesecev; od začetka marca do konca oktobra (v tem obdobju je odprta večina parkov v resnici). Nekateri scenariji zahtevajo tudi, da igralec doseže določeno vrednost parka tako, da zgradi dovolj atrakcij ter jih vzdržuje.
V igri je tudi vgrajen vodič, do katerega lahko igralec dostopa iz glavnega menija. Vodič pokaže igralcu kako zgraditi vrtiljak, odpreti park, zgraditi lasten vlak smrti, zaposliti mehanika ter zapustiti igro. Igralec lahko kadarkoli med vodičem klikne tipko ali gumb na miški ter s tem prevzame nadzor nad igro.

### Gostje
Gostje so obiskovalci zabaviščnega parka. Imajo specifične okuse za atrakcije, kot so na primer atrakcije z intenzivnostno oceno "višje od 4" ali "med 2 in 6". Njihova toleranca slabosti se giblje med "brez" in "visoka". Gostje imajo ID številke namesto imen (npr. "Guest 212"). Z dodatki se lahko gostom dodeli naključno ime namesto ID številke. Vsakemu gostu lahko igralec dodeli ime po želji. Če igralec dodeli gostu specifično ime lahko odklene določene zanimivosti ali/in goljufa. Igralci lahko sledijo določenim gostom, če želijo. Gostje se med seboj razlikujejo samo po obleki (starost, barva las in kože je pri vseh enaka). Vsak obiskovalec prinese s seboj naključno vrednost denarja. Gostje bodo plačali vstopnino v park, če jo je igralec določil, samo če imajo dovolj denarja. Gostje imajo mnenja o atrakcijah, terenom parka ter različne potrebe ob določenem času.

## Scenariji
RollerCoaster Tycoon vsebuje 22 scenarijev, izmed katerih je prvih pet odprtih od samega začetka. Uspešno opravljen scenarij bo odklenil naslednjega. Scenarij Mega Park je na voljo samo ko opravimo ostalih 21. Ta scenarij nima nobenega cilja (razen "Zabavaj se!"), igralcu pa omogoča gradnjo atrakcij po celotnem ozemlju. Ta scenarij je najbolj podoben t. i. "sandbox" parku, le da igralec nima neomejene količine denarja temveč kredit za $50.000.
Določeni scenariji temeljijo na resničnih parkih, na primer "Katie's Dreamland" (Katie's World v ZDA različici igre) temelji na Lightwater Valley parku, vključno z znanim vlakom smrti The Ultimate (The Storm).
Na voljo sta dva uradna scenarija, ki jih lahko prenesemo iz Atari-jeve spletne strani, Fort Anachronism in Alton Towers. Alton Towers je bil vključen v dodatku Loopy Landscapes, hkrati pa sta bila parka Heide-Park in Blackpool Pleasura Beach nadgrajena, da sta izkoriščala nove zmožnosti igre.

### Seznam scenarijev
1. Forest Frontiers
2. Dynamite Dunes
3. Leafy Lake
4. Diamond Heights
5. Evergreen Gardens
6. Bumbly Beach
7. Trinity Islands
8. Katie's World (Katie's Dreamland in UK version)
9. Dinky Park (Pokey Park in UK version)
10. Aqua Park (White Water Park in UK version)
11. Millennium Mines
12. Karts & Coasters
13. Mel's World
14. Mothball Mountain (Mystic Mountain in UK version)
15. Pacific Pyramids
16. Crumbly Woods
17. Big Pier (Paradise Pier in UK version)
18. Lightning Peaks
19. Ivory Towers
20. Rainbow Valley
21. Thunder Rock
22. Mega Park

## Razvoj
Chris Sawyer je originalno želel ustvariti naslednika zelo uspešne igre Transport Tycoon, vendar je svoj projekt spremenil v RollerCoaster Tycoon potem ko je postal navdušen nad vlaki smrti. Sawyer je napisal igro v Assebly jeziku, ki sicer ni bil najbolj popularen za igre v tistem času. Nekateri elementi igre so bili zapisani v C jeziku, da je igra bolje delovala z Windows operacijskim sistemom.
Igra se je med ustvarjanjem imenovala White Knuckle (bel členek), vendar so jo zaradi Tycoon serije kasneje preimenovali.
Za svoj trud je Sawyer prejel $30 milijonov iz skupnih dohodkov, ki so znašali $180 milijonov.

## Sprejem
Originalna PC različica je bila zelo popularna zaradi originalnosti in uspeha v simulaciji zabaviščnega parka. GameSpot je ocenil igro z 8.6/10, medtem ko jo je IGN ocenil z 8.5/10. Najpogostejše pritožbe so bile, da igra ni imela "sandbox" načina (tj. ustvarjanje po želji brez omejitev) in, da so se določene zgradbe čudno prikazale zaradi izometričnega kota kamere. Prav tako je bilo veliko kritik na to, da igra ni imela možnosti pospešenega igranja.
Prenos na Xbox je prejel mešana mnenja predvsem, ker ni bilo velikih izboljšanj. Edini spremembi sta bili, da ni bilo menijskih gumbov in, da je igra imela povečevalno lupo.
Javnost in navdušenci nad vlaki smrti so igro sprejeli zelo pozitivno, ker je bila simulacija zelo natančna, razvidne pa so bile tudi karakteristike določenih proizvajalcev.

## Dodatki in nadaljevanja
Za RollerCoaster Tycoon sta bila izdana dva dodatka. Prvi je bil Corkscrew Follies (znan kot Added Attractions v Veliki Britaniji), ki je dodal scenarije, atrakcije, stojnice in tematske elemente.
Drug dodatek, Loopy Landscapes, je dodal večinoma iste elemente, vendar je vključeval različne cilje za scenarije, ki niso bili na voljo prej (npr. igralec je moral zgraditi določeno število vlakov smrti z določeno oceno).
RollerCoaster Tycoon je so nadomestile tri nadaljnje igre z dodatki: RollerCoaster Tycoon 2, RollerCoaster Tycoon 3 in RollerCoaster Tycoon 3D.

## Sistemske zahteve
- Intel ali združljiv procesor s hitrostjo 90 MHz ali več
- 16 MB RAM-a
- 55 MB prostega prostora na trdem disku
  - plus dodatnih 45 MB za Corkscrew Follies
  - plus dodatnih 45 MB za Loopy Landscapes
- Grafična kartica z 1 MB video RAM-a
- En od sledečih operacijskih sistemov:
  - Windows 95 ali novejše
  - Neuradno, katerikoli operacijski sistem, ki podpira Wine ali CrossOver